# Franz Josef Gottlieb
Franz Josef Gottlieb (Semmering, 1º novembre 1930 – Verden, 22 luglio 2006) è stato un regista e sceneggiatore austriaco.

## Biografia
Soprannominato l'"artigiano del trash tedesco", realizzò più di 80 fra film e serie TV dagli anni '50 ai 2000, affrontando diversi generi. Divenne conosciuto soprattutto per una serie di film tratti da Edgar Wallace (La vedova nera, 1963), una decina di commedie erotiche a cavallo degli anni '60 e '70 (Le pornocoppie, 1969) e per l'intensa attività di regista di fiction televisive dagli anni '70 ai primi 2000 (Il nostro amico Charly, 1997-2005).
Nel 2002 gli venne assegnato il premio Scharlih, dedicato allo scrittore tedesco Karl May.

## Filmografia

### Cinema

#### Regista
- Mikosch nel servizio segreto (Mikosch im Geheimdienst), co-regia con Franz Marischka (1959)
- Meine Nichte tut das nicht (1960)
- Musik ist Trumpf (1961)
- Saison in Salzburg (1961)
- Die Försterchristel (1962)
- Edgar Wallace e l'abate nero (Der schwarze Abt) (1963)
- La maledizione del serpente giallo (Der Fluch der gelben Schlange) (1963)
- La vedova nera (Das Geheimnis der schwarzen Witwe) (1963)
- Il fantasma di Soho (Das Phantom von Soho) (1964)
- Das siebente Opfer (1964)
- La tomba insanguinata (Die Gruft mit dem Rätselschloß) (1964)
- Ferien mit Piroschka (1965)
- Guntar il temerario (Im Reich des silbernen Löwen) (1965)
- Il giustiziere del Kurdistan (Durchs wilde Kurdistan) (1965)
- Muori lentamente... te la godi di più (Mister Dynamit - morgen küßt Euch der Tod) (1967)
- Confessioni intime di tre giovani spose (Das Wunder der Liebe) (1968)
- Il matrimonio perfetto (Van de Velde: Die vollkommene Ehe) (1968)
- Coppia sposata cerca coppia sposata (Van de Velde: Das Leben zu zweit - Sexualität in der Ehe) (1969)
- Klassenkeile (1969)
- Le pornocoppie (Ehepaar sucht gleichgesinntes) (1969)
- Favole calde... per svedesi bollenti (Hänsel und Gretel verliefen sich im Wald) (1970)
- Love story a Bangkok (Wenn du bei mir bist) (1970)
- Wenn die tollen Tanten kommen (1970)
- Rudi, benimm dich! (1971)
- Come fan bene quei giochini le erotiche ragazze dei villini (Liebesspiele junger Mädchen) (1972)
- Betragen ungenügend! (1972)
- Trubel um Trixie (1972)
- Crazy - total verrückt (1973)
- Una viziosa con tanta voglia in corpo (Auf der Alm da gibt's koa Sünd) (1974)
- Der Geheimnisträger (1975)
- I pornodesideri di Silvia (Sylvia im Reich der Wollust) (1977)
- Lady Dracula (1978)
- L'infermiera in vacanza (Hurra - Die Schwedinnen sind da) (1978)
- Popcorn und Himbeereis (1979)
- Sunnyboy und Sugarbaby (1979)
- Zärtlich, aber frech wie Oskar (1980)
- Der Stein des Todes (1987)
- Zärtliche Chaoten (1987)

#### Sceneggiatore
- Il massacro della foresta nera (Hermann der Cherusker), regia di Ferdinando Baldi (1966)

### Televisione

#### Regista
- Wolken über Kaprun - serie TV, 13 episodi (1966-1993)
- Die Rudi Carrell Show - serie TV, 3x03-3x04-3x05 (1973)
- Am laufenden Band - serie TV, 4x05 (1977)
- Manni, der Libero - serie TV, 13 episodi (1980)
- Die fünfte Jahreszeit - serie TV, 7 episodi (1982-1983)
- Mandara - serie TV, 12 episodi (1983)
- Heiße Wickel - kalte Güsse - serie TV, 4 episodi (1984)
- Ravioli - serie TV, 1x07 (1984)
- Das Geheimnis von Lismore Castle - film TV (1986)
- Médecins de nuit - serie TV, 6 episodi (1986)
- Hexenschuß - film TV (1987)
- Vicky und Nicky - film TV (1987)
- Mrs. Harris - Der geschmuggelte Henry - film TV (1987)
- Mrs. Harris fährt nach Moskau - film TV (1987)
- Il medico di campagna (Der Landarzt) - serie TV, 21 episodi (1989-1992)
- Kartoffeln mit Stippe - serie TV, 1x01 (1990)
- Mrs. Harris und der Heiratsschwindler - film TV (1990)
- Stocker & Stein - serie TV (1991)
- Ein Schloß am Wörthersee - serie TV, 10 episodi (1990-1991)
- Kleiner Mann im großen Glück - film TV (1992)
- Mit dem Herzen einer Mutter - film TV (1992)
- Kein perfekter Mann - film TV (1993)
- Der Nelkenkönig - serie TV (1994)
- Elbflorenz - serie TV, 5 episodi (1994)
- Ciao dottore! (Hallo, Onkel Doc!) - serie TV, 10 episodi (1994)
- Salto postale - serie TV, 3x01 (1995)
- Dr. Stefan Frank - Der Arzt, dem die Frauen vertrauen - serie TV, 1x01 (1995)
- Mona M. - Mit den Waffen einer Frau - serie TV (1996)
- Il nostro amico Charly (Unser Charly) - serie TV, 50 episodi (1997-2005)
- Salto kommunale - serie TV, 6 episodi (1998)
- Die Liebe eines Priesters - film TV (2005)